# Astragalus ghorbandicus
Astragalus ghorbandicus är en ärtväxtart som beskrevs av Dieter Podlech. Astragalus ghorbandicus ingår i släktet vedlar, och familjen ärtväxter. Inga underarter finns listade i Catalogue of Life.